# بوزغاية
بوزغاية إحدى بلديات ولاية الشلف التابعة لـ دائرة زبوجة. وفقا لتعداد عام 1998 يبلغ عدد سكانها 20,268.